# Данковський доломітний комбінат
Данковський доломітний комбінат (рос. Данковский доломитный комбинат) — підприємство з видобутку й переробки флюсових доломітів у Липецькій області Росії.
Побудований в 1932 на базі Данковського родовища доломітів. Основний промисловий центр — м. Данков. Включає 2 кар'єри, дробильно-збагачувальну фабрику, виробничі цехи, фабрику доломітового борошна й ін.
Наприкінці XX століття працювало два кар'єри. Запаси — 711 млн т. Річний видобуток — до 3,6 млн т. Збагачення доломітів — дробленням, класифікацією й промиванням. Відходи використовуються для вироблення доломітового борошна й вапняних матеріалів для сільського господарства. Річний видобуток доломіту 3,6 млн т, у тому числі флюсового 2,35 млн т.